# Ото фон Аре-Нойенар
Ото фон Аре-Нойенар (на немски: Otto von Are-Neuenahr; † сл. 1231/ пр. 1240) е граф на Аре и на Графство Нойенар (1213 – 1231) в долината Артал, в Северен Рейнланд-Пфалц, Германия.

## Произход
Графовете на Нойенар са клон на фамилията Аре-Хохщаден-Нюрбург. Те построяват ок. 1225 г. замъка Нойенар. Фамилията му е роднина на Хоенщауфените и на графовете на Лимбург и е много активна в политиката. През 1140 г. се образуват линиите Аре-Хохщаден и Аре-Нюрбург.
Ото фон Аре-Нойенар е син на граф Герхард фон Нюрбург-Аре († 1222/1225) и съпругата му Антигона († сл. 21 януари 1213). Внук е на граф Улрих фон Аре († 1197), основател на линията Аре-Нюрбург, и съпругата му Кунигунда († сл. 1158). Правнук е на граф Дитрих I (Теодорикус) фон Аре († 1126) и дъщерята на граф Стефан II фон Спонхайм († 1118) и София фон Хам († ок. 1128). Брат е на Дитрих фон Нюрбург-Малберг († сл. 1240), женен за Агнес фон Малберг († сл. 1233), на рицар Йохан фон Нюрбург († сл. 1269) и на Герардус фон Нюрбург († сл. 1243).
Роднина е на Зигевин фон Аре († 1089), архиепископ на Кьолн (1078 – 1089), на Фридрих II фон Аре († 1168), епископ на Мюнстер (1152 – 1168), на Лотар фон Хохщаден († 1194), епископ на Лиеж (1192 – 1193), и Конрад фон Хохщаден, архиепископ на Кьолн (1238 – 1261). Баща му е брат на Дитрих II фон Аре († 5 декември 1212), епископ на Утрехт (1197 – 1212) и вер. на Хайлвиг фон Аре-Хохщаден (1150 – 1196), омъжена 1167 г. за Бернхард II фон Липе (ок. 1140 – 1224), която е майка на Ото II († 1227), епископ на Утрехт (1216 – 1227), на Герхард II († 1258), архиепископ на Бремен (1219 – 1258), и на Бернхард IV († 1247), от 1228 епископ на Падерборн.
Линията Нойенар измира по мъжка линия със смъртта на Вилхелм III през 1358 г.

## Деца
Ото фон Аре-Нойенар има децата:
- Лудвиг фон Нойенар († сл. 1276)
- Герхард фон Нойенар († 1270), граф на Нойенар (1231 – 1266), женен пр. 1253 г. за графиня Елизабет фон Спонхайм († сл. 1265)
- Беатрикс фон Нойенар († сл. 1252), омъжена за Герхард II фон Зинциг-Ландскрон, бургграф фон Ландскрон († сл. 1248/1273)